# Murat Önal
Murat Önal (Salihli, 20 juli 1987) is een Nederlands-Turks voetballer die als aanvaller speelt.
Hij speelde in de jeugd bij Club Brugge en ADO Den Haag maar brak door bij de amateurs van AFC Amsterdam. Hierna speelde hij onder andere voor FC Volendam, het Finse AC Kajaani en het Kazachse FC Kyran.
In het seizoen 2017/2018 speelt Murat op Sportpark de Wolskamer bij SV Huizen.